# (14910) 1993 QR4
1993 كيو أر 4 (ويعرف أيضًا باسم (14910) 1993 كيو أر 4 وفق تسمية الكوكب الصغير) (بالإنجليزية: 1993 QR4)‏ هو كويكب ضمن حزام الكويكبات؛ وترتيبه 14910 من حيث الاكتشاف.
اكتُشف هذا الجُرم الفلكي بواسطة إيريك والتر إلست في 18 أغسطس 1993.

## وصلات خارجية
- (14910) 1993 QR4 في قاعدة بيانات مختبر الدفع النفاث لأجرام النظام الشمسي الصغيرة

- الاكتشاف · مخطط المدار ·  العناصر المدارية · المعلمات المادية

- (14910) 1993 QR4 على موقع ويكي سكاي: DSS2, SDSS, GALEX, IRAS, Hydrogen α, X-Ray, Astrophoto, Sky Map, Articles and images